# يوم حقوق الإنسان
يوم حقوق الإنسان (بالإنجليزية: Human Rights Day)‏ هو مناسبة يحتفل بها العالم سنويًّا في 10 ديسمبر من كل عام. تقرر اختيار هذا اليوم للاحتفال من قِبل الجمعية العامة للأمم المتحدة، في العاشر من ديسمبر عام 1948، عندما تبنت الجمعية الإعلان العالميّ لحقوق الإنسان، وهو الإعلان العالمي الأول لحقوق الإنسان وواحد من الانجازات الكبرى للأمم المتحدة. تأسس يوم حقوق الإنسان رسميًّا في الاجتماع رقم 317 للجمعية العامة في الرابع من ديسمبر 1950، عندما أعلنت الجمعية العامة عن القرار رقم 423(V)، بدعوة جميع أعضاء الدول والمنظَّمات الأخرى ذات الصلة للاحتفال باليوم الذي رأوا أنه مناسب.
احتل اليوم مكانته في نظر المؤتمرات السياسيّة والاجتماعات والأحداث الثقافيّة والمحافل التي تتعامل مع قضايا حقوق الإنسان. كما أن يوم العاشر من ديسمبر هو اليوم التقليديّ لإعلان جائزة الأمم المتحدة في مجال حقوق الإنسان، وكذلك جائزة نوبل في السلام. يحتفل باليوم عدد من الحكومات وعدد من المنظَّمات غير الحكوميّة المهتمة بالشأن الحقوقيّ، وينظِّمون المحافل لإحياء ذكرى اليوم، كما تفعل العديد من المنظمات الأهليّة والاجتماعيّة.

## التاريخ
يوم حقوق الإنسان هو اليوم الذي تبنت فيه الجمعية العامة للأمم المتحدة الإعلان العالمي لحقوق الإنسان في 1948. تعود فكرة يوم حقوق الإنسان إلى تاريخ 1950، بعد تمرير القرار 423(V) بدعوة كل الأعضاء والمنظمات المهتمة لاعتبار 10 ديسمبر من كل عام يومًا لحقوق الإنسان. تظهر شعبية اليوم بوضوح في طابع البريد التذكاريّ الذي اعتمدته إدارة البريد في الأمم المتحدة في 1952، ليستقبل نحو 200 ألف طلب اقتناء.
عندما تبنت الجمعية العامة هذا اليوم، بموافقة 48 دولة وامتناع 8 عن التصويت، أُعلن اليوم باعتباره انجازًا مُهمًا لكل الناس من كافة الأمم. إنه انجاز يجب أن تلتحق به الأمم عن طريق الإجراءات التقدُّميّة، على المستويين المحليّ والدوليّ، لتأمين الاعتراف بهم واحترامهم عالميًا. استقبل الحقوقيّون والنُقاد هذا الإجراء بقولهم أنه «تصريح أكثر منه قانون، يقترح أكثر من كونه مُلزم».
تتضمن الوثيقة طيفًا واسعًا من الحقوق السياسيّة والمدنيّة والاقتصاديّة والاجتماعيّة والثقافيّة، لكنها ليست إلزامية. وبالرغم من ذلك، تمكَّنت الوثيقة من إلهام أكثر من 60 من صكوك حقوق الإنسان، والتي تُشكِّل معًا مرجعًا عالميًا لحقوق الإنسان. وحاليًا، بعد توافق جميع أعضاء الأمم المتحدة على حقوق الإنسان الأساسيّة، صارت الوثيقة أكثر قوة، مؤكِّدة على ارتباط حقوق الإنسان بحياتنا اليوميّة.
أُقيمت الذكرى السنوية الستّون للإعلان العالميّ لحقوق الإنسان في 10 ديسمبر 2008، وقام الأمين العام للأمم المتحدة بإطلاق حملة تستغرق سنة، تنتهي بهذه الذكرى. ونظرًا لترجمة الإعلان العالميّ لحقوق الإنسان لمعظم لغات العالم، استخدمت منظمات الحقوق حول العالم هذه السنة للتركيز على مساعدة الناس في كل مكان للتعرف على حقوقهم.
في 9 ديسمبر 2001، صرَّح الرئيس جورج بوش تصريحًا رئاسيًا بأن أسبوع حقوق الإنسان يبدأ في 9 ديسمبر. كما أنه أصدر نفس التصريح في 10 ديسمبر 2008.

## الاحتفالات الماضية
1979: نظَّم شي مينغ-تيه Shih Ming-teh حملة لحقوق الإنسان في كاوهسيونغ في تايوان. أدى ذلك إلى حادثة كاوهسيونغ، والتي اتسمت بثلاث جولات من الاعتقالات ومحاكمات صوريّة للمعارضين السياسيّين للحزب الحاكم، ثم حبسهم بعد ذلك.
1983: قرر الرئيس راؤول ألفونسين أن يتولى مقاليد الحكم في 10 ديسمبر 1983 في الأرجنتين، منهيًا بذلك عصرًا من الديكتاتوريّة العسكريّة المستمرة من 1976. حدث في يوم تنصيبه انتهاكات لحقوق الإنسان أثناء الديكتاتوريّة. ومنذ ذلك الحين تُقام كل مراسم التنصيب الرئاسيّ في 10 ديسمبر.
2004:
- أعلن نادي القلم الدولي انطلاق حملة جديدة لتأمين خروج الناشطين من السجن في جمهوريّة الصين الشعبيّة والمالديف وفيتنام.
- تجمعت كل من لجنة الدول الأمريكيّة لحقوق الإنسان والممثل الخاص للمدافعين عن حقوق الإنسان لدى الأمم المتحدة، ومفوضية الاتحاد الإفريقيّ لحقوق الإنسان، تجمَّعوا حول إشادة الاتحاد الأوروبيّ لتبني لمجموعة من الإرشادات من أجل حماية المدافعين عن حقوق الإنسان، وناشدت المناطق الأخرى في العالم أن يسيروا على خطى الاتحاد الأوروبيّ.
- نظمَّت الجمعية الأمريكية لتقدم العلوم ندوة في مدينة نيويورك حول الحرية الأكاديميّة في العراق.
- اعتبر الاتحاد الإنسانيّ الأخلاقيّ الدوليّ يوم حقوق الإنسان يومًا للاحتفال الإنسانيّ.[11]

2006: في مصادفة مثيرة، مات الديكتاتور التشيليّ أوغستو بينوشيه، المعروف بتعدياته على حقوق الإنسان أثناء حُكمه السلطويّ، بأزمة قلبيّة في 10 ديسمبر 2006، بعمر 91 عامًا.
2008:
- طالب نشطاء المثليّة الجنسيّة في الولايات المتحدة بولاية كاليفورنيا الناسَ أن يدعموا المساواة في الحقوق بالسماح للمثليين بالعمل. كان هذا رد فعل على تجديد تحريم زواج المثليين عندما مُرر المقترح 8 في وقت مبكر من العام.
- احتُجز العديد من الناس في الصين بعد أن وقَّع نحو 300 شخص على وثيقة إلكترونيّة تُدعى الميثاق 08 من أجل دعوة الحكومة لتحسين حقوق الإنسان في البلاد. كما نشأ احتجاج صغير خارج وزارة الخارجيّة في بكين.
- نظمَّت منظمة العفو الدوليّة حدثًا هائلًا في باريس بفرنسا لإحياء الذكرى الستّين لقرار الأمم المتحدة.
- أُقيمت الاحتفالات في بنوم بنه في كمبوديا، تضمنت الاحتفالات مسيرة من 5000 شخص، و1000 آخرين يطلقون البلالين، نظَّم الاحتفاليات المنظمات غير الحكومية.
- أُقيمت احتفالات أخرى في روسيا والهند.[14]

2009: اعتُبر 10 ديسمبر 2009 الذكرى 61 للإعلان العالميّ لحقوق الإنسان. علَّق توم مالينوفيسكي من هيومن رايتس ووتش في ولاية واشنطن أن حقوق الإنسان تشهد تقدمًا في الأربعين عامًا الماضية: «أعتقد أن هناك وعيًا أكبر حول العالم أن للناس حقوقًا أساسيّة وأنه يجب دعم هذه الحقوق على المستويين المحليّ والدوليّ».
2011: بعد عام من الاحتجاجات في تونس والقاهرة وحتى حركة احتلوا، كانت السمة الرئيسة لعام 2011 هي أهمية وسائل التواصل الاجتماعيّ والتكنولوجيا في مساعدة المدافعين عن حقوق الإنسان بطرائق جديدة.
2012: كانت سمة يوم حقوق الإنسان في هذه السنة هي الحق في المشاركة في الحياة العامة. كان التركيز على جعل أصوات الناس مسموعة ومؤثرة في عملية صناعة القرار السياسيّ. كان الشعار «صوتي سيشكُّل فرقًا» موجودًا في حركة احتلوا وفي الاحتجاجات الأخرى حول العالم.
2013: كانت سمة هذه السنة الاحتفال بـ25 عامًا من العمل على الدفاع عن حقوق الإنسان. فقد تأسس منصب المفوَّض الأعلى لحقوق الإنسان في الأمم المتحدة منذ 25 عامًا، وساعد في خلق صوت مستقل للدفاع عن حقوق الإنسان حول العالم.
2014: كان شعار هذه السنة هو «كل يوم هو يوم حقوق إنسان». احتفلت «حقوق الإنسان 365» بالإعلان العالميّ لحقوق الإنسان والذي ينص على أن كل شخص، في كل مكان، وفي كل وقت، له حقوق. تنتمي حقوق الإنسان لكل الناس بالتساوي، و«تجمعنا سويًا كمجتمع دوليّ له نفس المُثل والقيم».
2015: شعار هذه السنة «حقوقنا، حرياتنا، دائما»
2016: شعار هذه السنة «دافع عن حقوق أحدهم اليوم!»
2017: شعار هذه السنة «فلندافع عن المساواة، والعدالة، والكرامة الإنسانيّة»
2018: شعار هذه السنة «دافع عن حقوق الإنسان»

## اختلاف التاريخ
يُحتفل بيوم حقوق الإنسان في جنوب أفريقيا في 21 مارس، للتذكير بمذبحة شاربفيل والتي حدثت في 21 مارس 1960. حدثت هذه المذبحة كنتيجة لتظاهرات معارضة لنظام أبارتايد في جنوب أفريقيا. أُعلن يوم حقوق الإنسان في جنوب أفريقيا يوم عطلة قوميّة عندما انتُخب أول مجلس شيوخ مع نيلسون مانديلا كأول قائد ديمقراطيّ منتخب. كانت مهمة البرلمان في هذا اليوم هي تمكين الناس حتى تصبح العمليات الديمقراطية معروفة للجميع في جنوب أفريقيا.
يُحتفل باليوم في 11 ديسمبر في كريبياتي.